# زاندرو واگنر
ساندرو واگنر (آلمانی: Sandro Wagner؛ زادهٔ ۲۹ نوامبر ۱۹۸۷) بازیکن فوتبال اهل آلمان است.
از باشگاه‌هایی که در آن بازی کرده‌است می‌توان به بایرن مونیخ، ام‌اس‌وی دویسبورگ، وردر برمن، کایزرسلاوترن، هرتابرلین، دارمشتات ۹۸، هوفنهایم و تیانجین تدا اشاره کرد.
وی همچنین در تیم ملی فوتبال آلمان بازی کرده‌است.
وی پس ازجدایی ازتیم تیانجین تدا در سال ۲۰۲۰ ازدنیای فوتبال خداحافظی کرد ؛ ساندرو واگنر با بایرن مونیخ سه بار فاتح بوندسلیگا و دو بار فاتح دی اف بی پوکال شد. ساندرو واگنر در سال ۲۰۱۷ برای اولین بار برای تیم ملی آلمان بازی کرد و طی ۸ بازی ملی توانست ۵ گل به ثمر برساند. واگنر در جام کنفدراسیون های ۲۰۱۷ عضوی از تیم ملی آلمان بود و فاتح این رقابت ها شد.